# Самохин, Александр Георгиевич
Александр Георгиевич Самохин (1902—1955) — советский военачальник, участник Гражданской и Великой Отечественной войн. Генерал-майор (4.06.1940). В 1942 году попал в немецкий плен, после войны репрессирован, в 1952 году осуждён к 25 годам лишения свободы, в 1953 году реабилитирован.

## Биография
Родился 7 (20) августа 1902 года на хуторе Верхняя Бузиновка станицы Сиротинской в области Войска Донского Российской империи в семье казака, позднее ставшего рабочим. Мать, Прасковья Тимофеевна, умерла в 1903 году. Его отец женился вторично и перебрался в Казань, где работал на пороховом заводе. В 1916 году окончил церковно-приходскую школу и устроился на тот же пороховой завод посыльным и чернорабочим.
В октябре 1918 года  добровольно пошёл в Красную Армию. Участник гражданской войны. В 1919—1920 годах участвовал в боевых действиях против войск Колчака, будучи красноармейцем 5-го крепостного Казанского полка, отдельного лыжного батальона и 456-го Рыбинского стрелкового полка. Ранений и контузий не имел. С 1920 года состоял в РКП(б).
В 1921 году окончил пулемётные командные курсы в Пензе, с мая по декабрь 1921 года — командир 142-го кадрового учебного полка. Затем вновь направлен учиться, в 1923 году окончил Объединённую военную школу в Киеве. С августа 1923 года служил в 7-й пехотной Казанской школе комсостава РККА: командир взвода пулемётной команды, с мая 1924 — исполняющий должность помощника командира роты, с июня 1924 — исполняющий обязанности командира роты. С сентября 1924 года — командир роты окружной военно-политической школы Северо-Кавказского военного округа, в составе сводного отряда командиров и курсантов этой школы в 1926 году участвовал в разоружении незаконных вооруженных формирований на территории Дагестана. С ноября 1926 года — начальник полковой школы 221-го стрелкового полка, с апреля 1928 — исполняющий должность командира батальона 221-го стрелкового полка; с апреля 1929 по май 1931 — командир этого батальона, затем направлен учиться в академию.
В 1934 году окончил Военную академию РККА имени М. В. Фрунзе. После её окончания с мая 1934 года служил начальником 1-й части (оперативного отдела) штаба 74-й  стрелковой дивизии, с ноября 1936 временно исполнял должность начальника её штаба. С февраля 1936 года — помощник начальника 1-го отдела Управления военных заведений РККА.
С сентября 1937 года занимал должность начальника Орджоникидзевского Краснознамённого пехотного училища в (Орджоникидзе). С февраля 1939 года служил заместителем инспектора Инспекции сухопутных училищ РККА, в марте 1940 года назначен заместителем начальника Главного управления военно-учебных заведений РККА. В сентябре 1940 года был направлен военным атташе в Югославию, занимал эту должность вплоть до мая 1941 года, когда Югославия была оккупирована немецкими войсками. Одновременно являлся резидентом военной разведки в Югославии под оперативным псевдонимом «Софокл». Через информаторов в среде югославских офицеров передавал в СССР ценную информацию о подготовке Германией нападения на СССР и о сосредоточении немецких войск у границ с СССР. 4 июня 1940 года ему было присвоено звание генерал-майора.

## Период Великой Отечественной войны
В начале Великой Отечественной войны был назначен командиром 29-го территориального Литовского корпуса, который был вскоре разгромлен в ходе Прибалтийской стратегической оборонительной операции, а сам генерал-майор Самохин при этом был ранен. В июле взамен разбитых и большей частью разбежавшихся литовских дивизий (179-я и 184-я стрелковые дивизии) в состав корпуса были переданы новые дивизии (5-я, 126-я и 188-я), с которыми корпус в составе 22-й армии Западного фронта продолжил боевые действия в районе Великих Лук и Торопца. Отличился в армейском контрударе, в ходе которого 21 июля были освобождены Великие Луки. В конце августа немцы возобновили наступление и окружили часть сил 22-й армии, в том числе и 29-й стрелковый корпус, но генерал Самохин сохранил управление войсками и ударом из немецкого тыла части корпуса с основными силами армии прорвались из окружения в район Андреаполя.
В сентябре 1941 года был назначен заместителем по тылу командующего 16-й армией генерал-лейтенанта К. К. Рокоссовского на Западном фронте. Участник битвы за Москву. В декабре 1941 года был переведён во 2-е управление Главного разведывательного управления Генерального штаба РККА на должность заместителя начальника, а со 2 февраля 1942 года стал начальником этого управления.
20 апреля 1942 года был назначен командующим 48-й армией Брянского фронта, но не успел вступить в должность. 21 апреля 1942 года, при перелёте с подмосковного аэродрома Верхнее Мячково в штаб Брянского фронта в Ельце, самолёт ПР-5 из-за ошибки пилота оказался над линией фронта и был сбит наземным огнём близ Мценска, занятого в это время немцами. По показаниям членов экипажа, освобождённых из плена в 1945 году, и по собственным показаниям, Самохин пытался сжечь бывший при нём важнейший документ — пакет из Ставки ВГК на имя командующего Брянским фронтом Ф. И. Голикова, а когда к самолёту подбегали немцы, сунул обгоревшие бумаги в грязь и попытался застрелиться, но пистолет дал осечку, а подбежавшие немецкие солдаты выбили оружие из его руки.
По утверждению одних исследователей, вместе с Самохиным к противнику попали планы действий РККА в районе Харькова и задачи, поставленные Ставкой Брянскому фронту. По мнению других, у них оказались только написанные Самохиным брошюры служебного пользования для комсостава РККА по опыту войны, служебные удостоверения и предписания, блокнот со служебными пометками по организации частей вермахта (наброски для начатой им новой брошюры). Хотя известно, что вскоре после пленения Самохина командующий 2-й немецкой танковой армией генерал-полковник Шмидт объявил в приказе благодарность сбившему самолёт с Самохиным подразделению, где сказано о «получении ценных данных», но в захваченных после войны немецких документах относительно генерала Самохина пакет из Ставки на имя Голикова и его содержание не упоминаются ни разу.
В сообщении немецкого радио указывалось, что самолёт с генералом Самохиным на борту сел по ошибке на аэродроме Мценска.
После допросов в штабе 2-й танковой армии в Орле и в штабе группы армий «Центр» в Смоленске Самохина вывезли в крепость Летцен в Восточной Пруссии. Там он неоднократно допрашивался офицерами абвера. Из позднейших документов и из их допросов, когда они сами попали в советский плен (первый из допрашивавших генерала Самохина офицеров оказался в советском плену в феврале 1943 года, сдавшись в Сталинграде), известно, что ответы Самохина оценивались как уклончивые, неполные и лживые, он часто ссылался на незнание или забывчивость, называл лишь отдельные фамилии и малозначительные детали (например, «выдал» информацию что в ГКО СССР состоят Сталин и Ворошилов, одним из фронтов на западном направлении командует генерал Конев, а в оперативном управлении Генерального штаба служил генерал Бодин). По позднейшим показаниям самого Самохина, немцы не скрывали своего недовольства его ответами, а один из офицеров пригрозил ему расстрелом за подобные ответы, но после того, как он в ответ предложил его расстрелять прямо сейчас, прервал допрос и ушёл. Затем Самохина перевозили в лагеря военнопленных в Ангербурге, Миколайках (Николайхен) и Честохове, с осени 1942 года он находился в Хаммельбургской крепости, с апреля 1943 в тюрьме в Нюрнберге, с сентября 1943 года в Вюрцбургской крепости. После освобождения в 1945 году Самохин показал, что на одном из допросов сам предложил направить его с заданием в советский тыл, рассчитывая таким образом вырваться из плена и явиться в «соответствующие органы», но немцы от такого предложения отказались.
В СССР приказом Главного управления потерь личного состава РККА от 10 февраля 1943 года № 0194 исключён из списков РККА как пропавший без вести. 19 мая 1945 года этот приказ был отменён.

## Послевоенный период
29 апреля 1945 года он был освобождён американскими войсками из немецкого лагеря военнопленных, в начале мая доставлен в Париж, оттуда 26 мая в составе большой группы освобождённых из плена генералов (37 человек) доставлен самолётом в Москву. После прохождения проверки в Подольском фильтрационном лагере НКГБ СССР 28 декабря 1945 года был арестован. Обвинялся в выдаче противнику военной тайны: назвал на допросах фамилии руководителей советской военной разведки и раскрыл её структуру. По показаниям самого Самохина, эти фамилии немцы знали и ранее, а структуру разведуправления он сообщил вымышленную.
Летом 1945 и летом 1947 года обращался с письмами к Сталину, где доказывал, что зная огромное количество сверхсекретной информации, не выдал её немцам, признавал за собой лишь вину в «недостойном способе попытаться вернуться на Родину». В личном деле заключённого Самохина имеется заключение МГБ СССР на имя Сталина с предложением его освободить, а дело прекратить. Однако в конце 1951 года фактически прекращённое следствие началось заново, причём с обвинительным уклоном. 25 марта 1952 года Военная коллегия Верховного Суда СССР осудила Самохина по ст. 58-1 «б» УК РСФСР (Измена Родине со стороны военного персонала) и приговорила его к 25 годам исправительно-трудовых работ. Постановлением Совета министров СССР от 12 апреля 1952 года он был лишён воинского звания.
Вскоре после смерти Сталина был освобождён из-под стражи (20 июля 1953 года). Заместитель Главного военного прокурора генерал-майор юстиции Д. И. Китаев направил в суд заключение, в котором указал, что факт уничтожения Самохиным секретных документов и попытка самоубийства при пленении 21 апреля 1942 года подтверждаются показаниями членов экипажа самолёта и оказавшегося после войны в советском плену немецкого офицера, участвовавшего в пленении Самохина; секретные документы при захвате в плен у Самохина не были изъяты немцами; о советских командирах и разведорганах Самохин показал на допросах в плену только то, что противнику уже было известно; не были опровергнуты показания Самохина о том, что он предложил немцам сотрудничество только с целью вернуться на Родину. 28 июля 1953 года Военная коллегия Верховного Суда СССР рассмотрела это заключение прокурора, пересмотрела приговор в отношении Самохина и отменила его с прекращением дела. Вскоре он был восстановлен в звании и в армии. В 1954 году окончил Высшие академические курсы при Высшей военной академии имени К. Е. Ворошилова, после чего стал старшим преподавателем общевойсковой подготовки на военной кафедре Московского государственного университета имени М. В. Ломоносова.
Скончался 17 июля 1955 года. Похоронен на Введенском кладбище (11 уч.).
О судьбе Самохина в литературе последних десятилетий не прекращаются споры: его пленение ряд авторов считают попыткой заброса советским командованием крупной дезинформации противнику, а другие объясняют предательством с его стороны.

## Награды
- Орден Ленина (30.04.1954)[16],
- Орден Красного Знамени (5.11.1954)[17],
- Орден Красной Звезды (14.06.1940)[18],
- медалью «XX лет РККА»[1].